# Pomnik Josepha von Eichendorffa we Wrocławiu

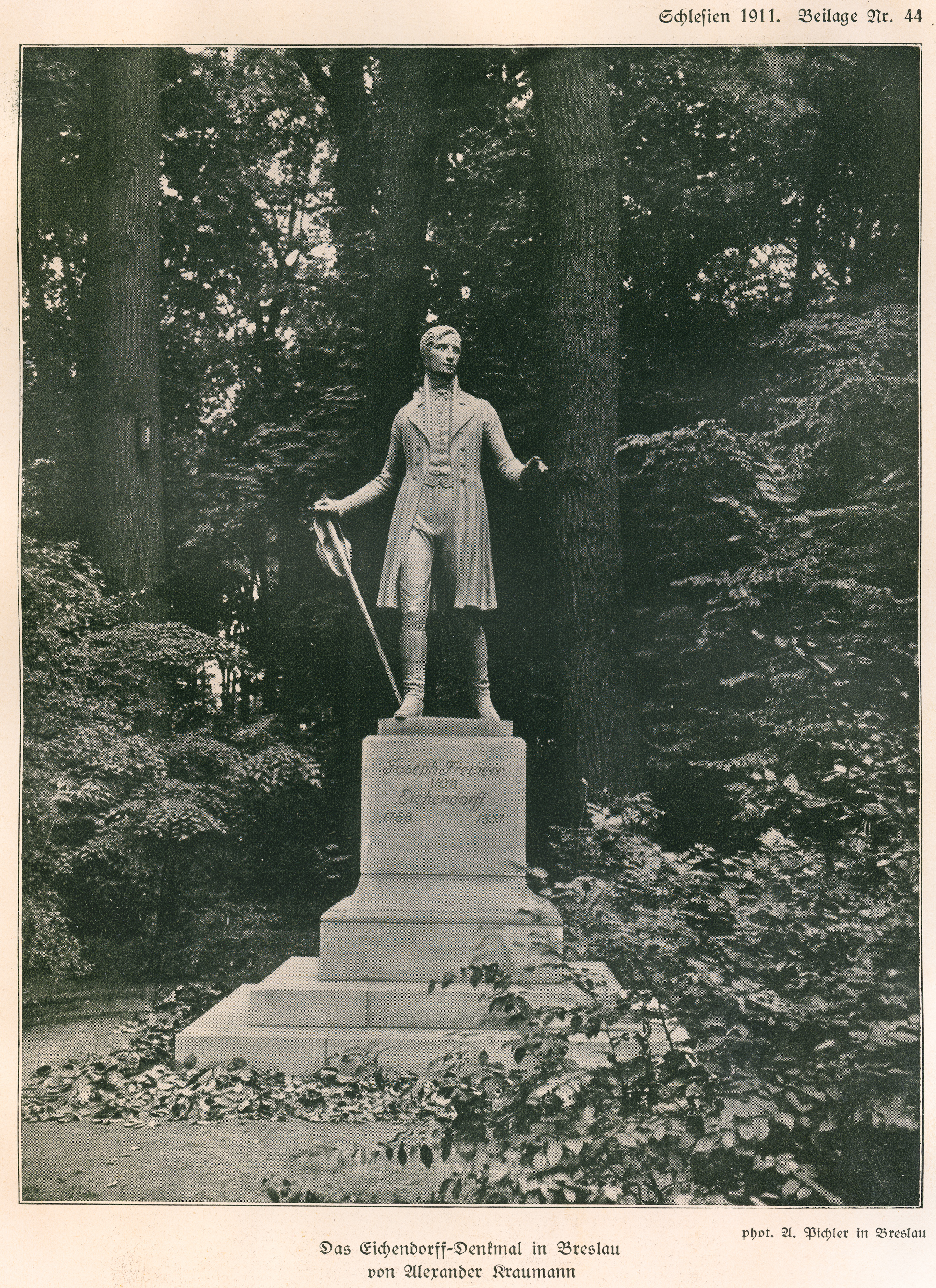
Pomnik w Parku Szczytnickim w 1911 r.

Pomnik Josepha von Eichendorffa we Wrocławiu – zrekonstruowany pomnik niemieckiego poety Josepha von Eichendorffa znajdujący się w Ogrodzie Botanicznym we Wrocławiu.

## Historia
Budowę pierwotnego pomnika poprzedziło rozpisanie konkursu. Jego zwycięzcą był rzeźbiarz Alexander Kraumann. W trakcie realizacji projekt został nieznacznie zmieniony. Pierwotnie na lewym ramieniu Joseph von Eichendorff miał mieć zarzucony płaszcz, lecz ostatecznie zrezygnowano z tego elementu. Cokół pomnika został wykonany z szarego wapienia muszlowego z Grünsfeld. Na jego przedniej stronie znajdował się napis Joseph Freiherr von Eichendorff 1788-1857 (Baron Joseph von Eichendorff 1788-1857) oraz poniżej Errichtet 1911 (Wzniesiony w 1911). Po bokach znajdują się dwa reliefy. Na pierwszym jest widoczna kobieta z lutnią pod lipą adorowaną przez wielbiciela. Jest to scena z utworu Eichendorffa Z życia nicponia. Drugi relief przedstawia pożegnanie z narzeczoną po wybuchu wojny. Na cokole znajdowała się brązowa figura poety w stroju wędrowca. Twarz poety była wzorowana na sztychu Franza Kuglera. Pomnik odsłonięto w Parku Szczytnickim 27 czerwca 1911 roku. Posąg został zniszczony po 1945 roku. Zachował się tylko uszkodzony cokół tego pomnika.
11 maja 2012 roku odsłonięto replikę tego pomnika w Ogrodzie Botanicznym we Wrocławiu. Pomnik został odtworzony staraniem Niemiecko-Polskiego Towarzystwa Uniwersytetu Wrocławskiego. Uroczystego odsłonięcia dokonali prof. Norbert Heisig i Stanisław Wysocki. Replikę wykonali wrocławscy rzeźbiarze Stanisław Wysocki (figura z brązu) i Tomasz Rodziński (płaskorzeźby na cokole).

## Zobacz
- Pomnik Josepha von Eichendorffa w Brzeziu
- Pomnik Josepha von Eichendorffa w Dębowcu
- Pomnik Josepha von Eichendorffa w Raciborzu